# 岡山県道204号美作落合停車場線
岡山県道204号美作落合停車場線（おかやまけんどう204ごう みまさかおちあいていしゃじょうせん）は、岡山県真庭市を通る一般県道である。

## 概要
JR西日本姫新線 美作落合駅と岡山県道411号垂水追分線を結ぶ。

### 路線データ
- 起点：真庭市西原（JR西日本姫新線 美作落合駅前）
- 終点：真庭市西原（岡山県道411号垂水追分線交点）
- 総延長：50 m

## 地理

### 通過する自治体
- 真庭市

### 交差する道路
| 交差する道路            | 交差する場所 | 交差する場所 |
| ----------------------- | ------------ | ------------ |
| 岡山県道411号垂水追分線 | 西原         | 終点         |

### 沿線
- JR西日本姫新線 美作落合駅